# Michael Weiner
Pour les articles homonymes, voir Weiner.
Michael Weiner, né le 21 décembre 1961 à Paterson, dans le New Jersey, et mort le 21 novembre 2013, est un syndicaliste qui était directeur de l'Association des joueurs des Ligues majeures de baseball depuis décembre 2009. Il succèda à Donald Fehr.

## Biographie
Weiner est diplômé de la faculté de droit de Harvard en 1986. Il joint l'Association des joueurs de la MLB en septembre 1988 et en est le directeur juridique de 2004 à 2009.